# Industria automotriz estadounidense en la década de 1950

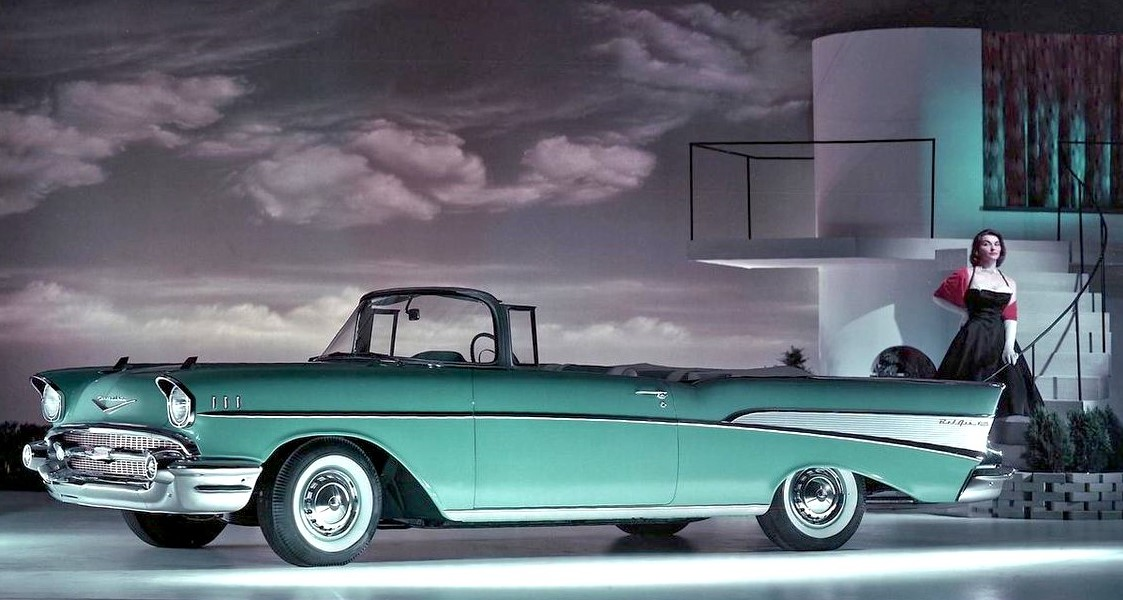
Chevrolet Bel Air convertible de 1957, uno de los autos más icónicos de la época

Los años 1950 fueron esenciales para la industria automotriz estadounidense. La época que siguió a la Segunda Guerra Mundial trajo consigo una gran variedad de nuevas tecnologías que ofrecer al consumidor de automóviles, y también una serie de importantes problemas para los fabricantes de automóviles independientes. La industria maduraba en una era de rápido cambio tecnológico; la producción en masa y los beneficios de las economías de escala, llevaron a diseños innovadores y a ganancias mayores, creando una alta competencia entre las compañías. Al final de la década, la industria prácticamente se había concentrado en lo que se conoce como los "tres grandes" (General Motors, Ford, y Chrysler) y AMC (American Motors Corporation), lo que supuso el fin de la época de las empresas fabricantes de automóviles independientes, absorbidas por los grandes grupos que llegaron a dominar el mercado o sumidas en la bancarrota.
Durante la década se introdujeron numerosas innovaciones o mejoras de inventos anteriores para ser incorporados a los vehículos producidos en masa: aire acondicionado, transmisión automática, dirección asistida, servofrenos, cinturones de seguridad, y quizás el cambio más importante en la historia de los propulsores, la introducción del motor OHV V8. Había comenzado una carrera desenfrenada por ofrecer motores cada vez más potentes, poniéndose los cimientos para la llegada de la era de los muscle cars.
La producción de automóviles se convirtió en el segmento industrial más grande de los Estados Unidos, y el de mayor magnitud que jamás haya existido, dado que la industria automotriz estadounidense era mucho mayor que la del resto del mundo combinada. Hacia 1960, uno de cada 6 trabajadores en los Estados Unidos estaba empleado directamente o indirectamente por la industria automovilística, aunque la automatización de las fábricas y las importaciones redujeron la necesidad de una gran fuerza de trabajo en las siguientes décadas. Los años 1950 se convirtieron en el cénit de la industria automotriz norteamericana y contribuyeron a convertir a los Estados Unidos en una superpotencia económica.

## Consolidación de la industria

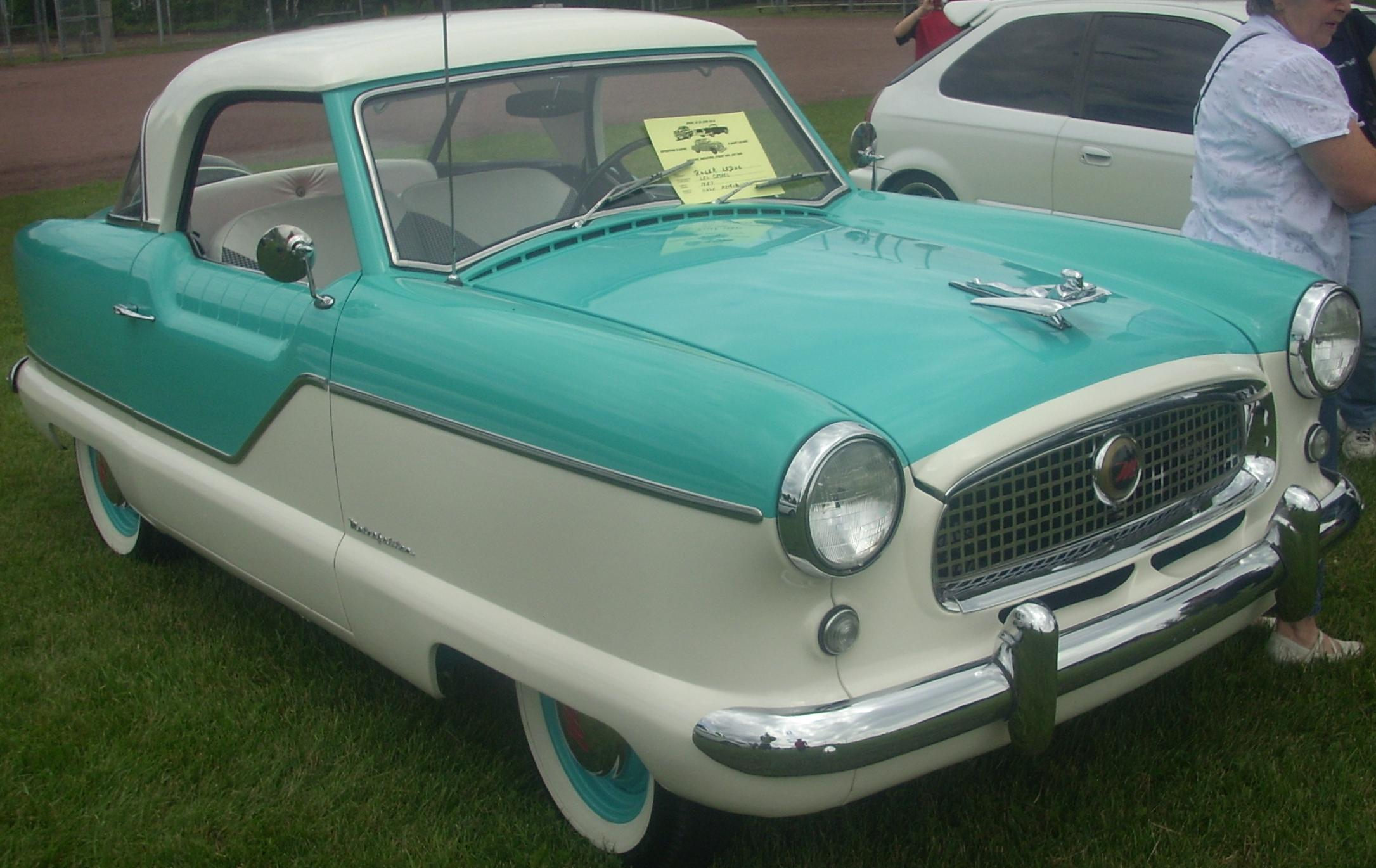
Nash Cosmopolitan (1957)

Al menos 100 empresas automotrices habían comenzado a operar en Detroit al inicio del siglo XX, pero hacia 1920, los "tres grandes" ya se estaban consolidando como las compañías más importantes, siendo Ford por entonces el fabricante más grande del mundo.
En el lenguaje de la industria automotriz estadounidense, el término "tres grandes" hace referencia a General Motors (GM), Ford y Chrysler, cada una de las cuales había comprado otras compañías para convertirse en conglomerados en la etapa temprana del siglo XX. Entre las tres, representaban el 70% de las ventas de automóviles. Su participación de mercado combinada creció en las décadas siguientes, disminuyendo un poco solo en la época que siguió a la Segunda Guerra Mundial. Sin embargo, los "tres grandes" pronto dominaron la industria, representando el 94% de las ventas de automóviles en los Estados Unidos durante los años 1955, 1956 y 1959. La industria creció en una escala que no se había visto jamás, y la gran industria pronto llegó a emplear a una sexta parte de la fuerza de trabajo de los Estados Unidos.
En 1954 se fundó la American Motors Corporation (AMC), una pequeña compañía formada cuando Hudson se unió con Nash-Kelvinator Corporation mediante un acuerdo de casi 200 millones de dólares (unos 1619 millones de dólares a precios del 2013), la fusión más grande de compañías hasta entonces. Otras fusiones con empresas más pequeñas se sucedieron en aquella época. Aunque AMC tuvo un éxito considerable, la compañía no era lo suficientemente grande como para competir con cualquiera de los "tres grandes", y finalmente fue comprada por Chrysler en 1987.
Studebaker había gozado de un notable éxito en el mercado, y se convirtió en la primera empresa automotriz independiente en producir un motor V8 de 232,6 pulgadas cúbicas (3,8 L) y 120 hp; el primer V8 de bajo precio. En 1950 la empresa experimentó un gran crecimiento, cuando produjo y vendió 329.884 motores. Sin embargo, comenzó a experimentar problemas económicos en la primera mitad de la década. El estilo de sus coches estaba por delante de la época, pero eran demasiado caros cuando se comparaban con cualquiera de los modelos equivalentes ofrecidos por los "tres grandes". Ventas bajas y dificultades financieras causaron que la empresa se fusionara con Packard en 1954, empresa que a su vez también se encontraba sumida en problemas financieros. La nueva empresa Studebaker-Packard Corporation, dejó de usar el nombre de Packard en julio de 1958, pero continuó promocionando sus automóviles con el nombre de Studebaker hasta 1966.

## Ventas de la industria

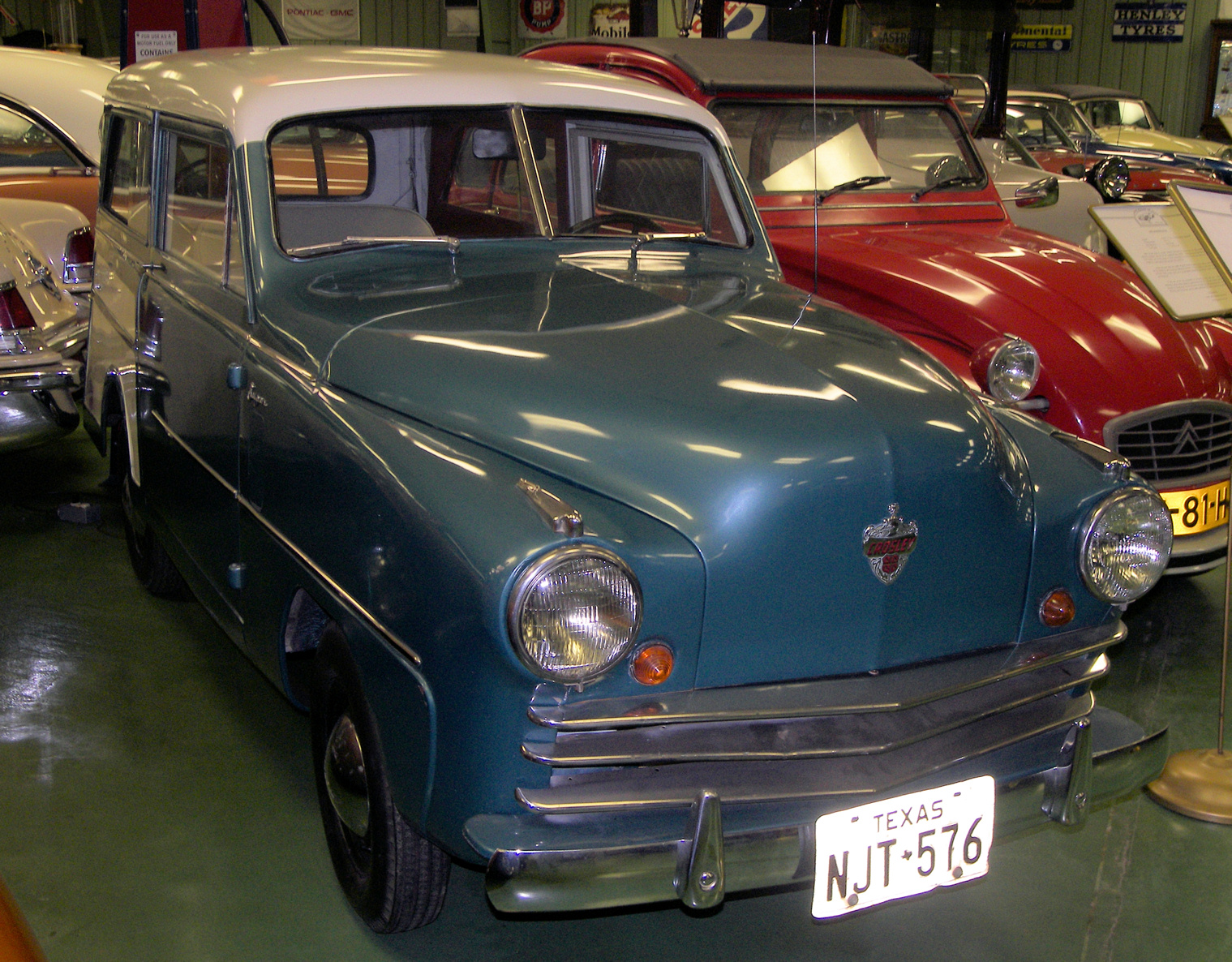
1950 Crosley station wagon

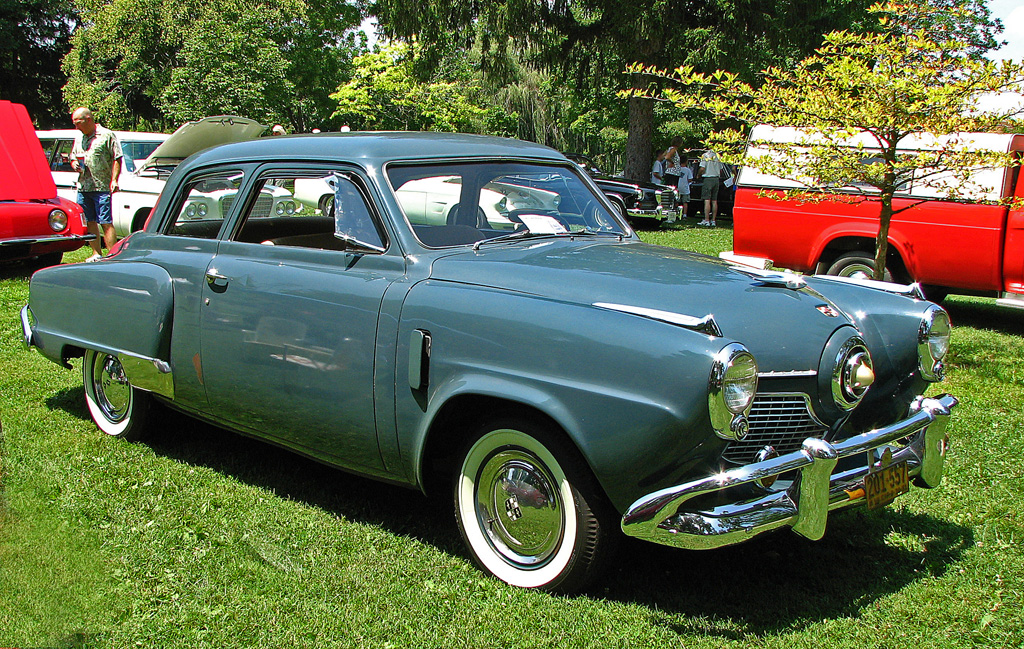
Studebaker sedán de 2 puertas (1951)

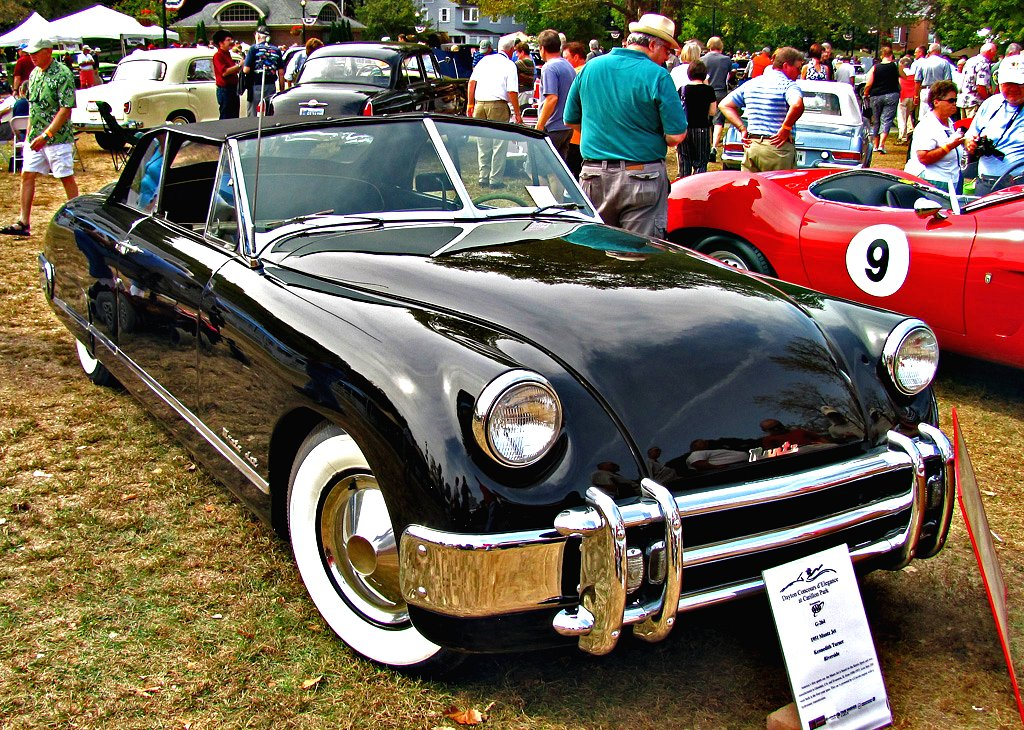
Muntz (1951)

La siguiente tabla muestra el número de unidades vendidas reportadas por cada marca automotriz significativa durante los años 1950:
| Compañía          | Unidades vendidas |
| ----------------- | ----------------- |
| Chevrolet         | 13 419 048        |
| Ford              | 12 282 492        |
| Plymouth          | 5 653 874         |
| Buick             | 4 858 961         |
| Oldsmobile        | 3 745 648         |
| Pontiac           | 3 706 959         |
| Mercury           | 2 588 472         |
| Dodge             | 2 413 239         |
| Studebaker        | 1 374 967         |
| Packard ('50–'58) | 1 300 835         |
| Chrysler          | 1 244 843         |
| Cadillac          | 1 217 032         |

| Compañía              | Unidades vendidas |
| --------------------- | ----------------- |
| Nash ('50–'57)        | 974 031           |
| DeSoto                | 972 704           |
| Rambler ('57–'59)     | 641 068           |
| Hudson ('50–'57)      | 525 683           |
| Lincoln               | 317 371           |
| Kaiser ('50–'55)      | 224 293           |
| Henry J ('51–'54)     | 130 322           |
| Edsel ('58–'59)       | 108 001           |
| Imperial ('55–'59)    | 93 111            |
| Willys ('52–'55)      | 91 841            |
| Continental ('56–'58) | 15 550            |
| Frazer ('50–'51)      | 13 914            |
| Total (estimado)      | 57 914 259        |

Un total de casi 58 millones de automóviles fueron producidos durante la década de 1950 por las empresas estadounidenses. Comparando este número con la población de los Estados Unidos para el final de la década, 179.323.175 personas, se concluye que durante la década de 1950 se había fabricado un automóvil por cada 3 personas.

### Producción por año

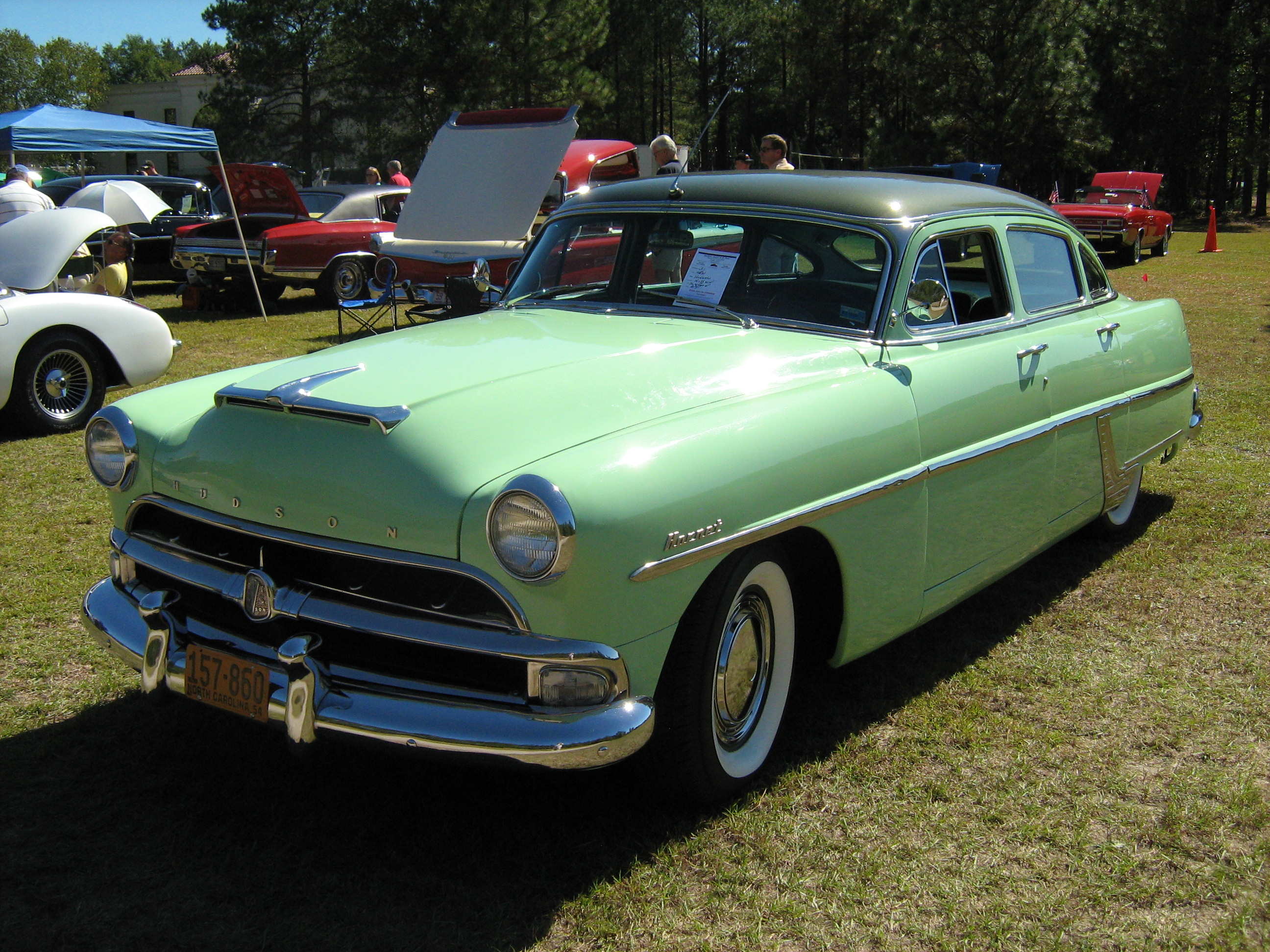
Hudson Hornet de 1954

Los datos de producción son a veces contradictorios, ya que depende de cómo son calculados y cómo se clasifican los vehículos. Sin embargo, según Ward's, los números reales de automóviles y camionetas fabricados en los Estados Unidos cada año, incluyendo la producción doméstica orientada a las exportaciones, están presentados en la siguiente tabla:
| Año  | Automóviles | Camionetas | Total     |
| ---- | ----------- | ---------- | --------- |
| 1951 | 5 652 414   | 1 560 055  | 7 212 469 |
| 1952 | 4 652 275   | 1 384 372  | 6 036 647 |
| 1953 | 6 523 370   | 1 336 714  | 7 860 084 |
| 1954 | 5 815 945   | 1 101 773  | 6 917 718 |
| 1955 | 8 338 302   | 1 334 654  | 9 672 956 |
| 1956 | 6 203 027   | 1 213 948  | 7 416 975 |
| 1957 | 6 483 339   | 1 176 996  | 7 660 335 |
| 1958 | 4 567 518   | 943 275    | 5 510 793 |
| 1959 | 5 929 252   | 1 223 362  | 7 152 614 |
| 1960 | 7 055 293   | 1 286 466  | 8 341 759 |

## Innovaciones
Muchas innovaciones fueron introducidas o mejoradas en la década de 1950, para hacer viajes más seguros y cómodos. Combinado con los precios bajos y el crecimiento de los suburbios, tener un automóvil se convirtió en algo habitual, y cada vez más personas viajaban a distancias más grandes. Las nuevas innovaciones provocaron la filosofía de las empresas automotrices denominada "obsolescencia dinámica", que inducía a los clientes a comprar vehículos cada determinado tiempo, garantizándose así las ventas futuras.

### Transmisión automática

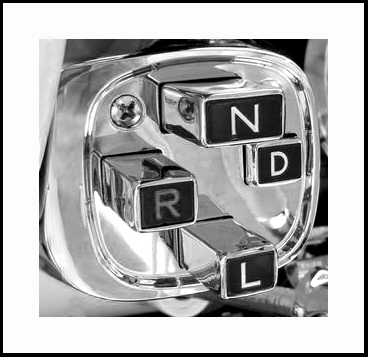
Botonera de control de la transmisión de un Imperial de 1956

Las primeras transmisiones automáticas fueron desarrolladas por General Motors durante la década de 1930, siendo introducidas en los vehículos Oldsmobile de 1940 como la transmisión "Hydra-Matic". Este sistema se incorporó a los tanques construidos por GM durante la Segunda Guerra Mundial, y después de la guerra, se promocionó como un producto probado en combate. Sin embargo, no sería hasta la década de 1950 cuando esta innovación se convirtió en un elemento dominante en los coches estadounidenses. El Powerglide de GM, el primer coche de bajo costo con transmisión automática, se convirtió en uno de los modelos más influyentes de la época. Se trataba de un vehículo de dos velocidades con transmisión automática producido desde 1950 hasta 1973; variantes de este coche modificadas aún se usan en carreras de aceleración debido a su durabilidad y simplicidad. Ford inicialmente utilizó el Powerglide de GM en sus coches Lincoln, todavía incapaces de gestionar el par motor del propulsor V8 usado por estos vehículos. Sin embargo, poco después comenzó a producir sus propios coches de bajo costo con transmisión automática. Antes del final de la década, más de la mitad de los automóviles vendidos en los Estados Unidos tenían transmisión automática.

### Ventanillas eléctricas
Las primeras ventanillas eléctricas fueron desarrolladas por Packard en 1940. Cada una de las empresas automotrices experimentaron con esta tecnología, inicialmente propia de los vehículos de lujo, sustituyendo a las ventanillas de accionamiento manual. En los años de 1950, este invento se volvió común en los coches estadounidenses.

### Diseño de la suspensión
A medida que se construyeron más carreteras, la velocidad promedio de los automóviles aumentó, mostrando las obvias limitaciones de los sistemas de suspensión de la preguerra. Antes de 1950, la mayoría de los automóviles usaban suspensiones delanteras basadas en pivotes, que limitaban el grado libertad de movimiento y la suavidad de los viajes, particularmente a velocidades altas. La transición a la suspensión con rótulas esféricas permitió obtener una mayor flexibilidad, además de varios métodos para soportar el peso del coche: muelles, muelles helicoidales y barras de torsión. En combinación con un amortiguador, el nuevo diseño de las suspensiones elevó la seguridad y el control de los automóviles a altas velocidades, aunque estos sistemas eran menos duraderos que los anteriores.
A medida que la década de 1950 se acercaba, los ejes delanteros rígidos habían sido remplazados por sistemas de suspensión independientes, suavizando considerablemente los viajes y permitiendo mayor seguridad a altas velocidades. Junto con otros, el Champion de Studebaker introdujo la suspensión delantera independiente en sus productos; Cadillac anunciaba este mismo sistema, así como su suspensión de "acción de rodilla" en sus modelos de 1953.
La gran mayoría de los vehículos producidos en Estados Unidos continuaron usando ejes traseros rígidos hasta 1980, aunque los ingenieros estadounidenses podían acceder a vehículos con tecnología de suspensión independiente en las cuatro ruedas de empresas extranjeras, como el Volkswagen Beetle de 1952, el Jaguar E-Type de 1961, o el Datsun 510 de 1968.
En 1958, Cadillac introdujo la suspensión autonivelante como una opción con costo adicional de 215 dólares, una respuesta rápida a los avances de suspensión del Citroën DS de 1955. Este sistema remplazó los muelles helicoidales por una cámara llena de aire. El sistema estadounidense tuvo una gran cantidad de problemas, y se retiró de la producción. En ese mismo año, Chevrolet, Buick, Oldsmobile, Ford, Mercury y Pontiac también introdujeron la suspensión neumática como una opción para determinados modelos, aunque era poco fiable y también dejó de fabricarse. Para Buick, los fallos en la suspensión neumática contribuyeron a la caída de la marca al quinto lugar de ventas de la industria en 1958. Décadas después, este sistema regresó y se convirtió en un método de suspensión fiable en los coches de lujo, los autobuses y los grandes camiones de carga, además de algunos automóviles personalizados.

### Diseño del chasis
La carrocería monocasco, una estructura de acero de un solo cuerpo que también incluye el chasis, se comenzó a producir en masa en 1934 con el Citroën Traction Avant, el Lincoln Zephyr de 1936 y el Nash 600 de 1941. Esta solución estructural llegó a convertirse en la más utilizada en la década de 1950. La construcción del chasis de un solo cuerpo difiere del diseño tradicional de las carrocerías montadas sobre chasis, ya que integra una gran parte del armazón del automóvil disponiendo numerosas piezas soldadas en una sola unidad, y propiciando que todo el armazón contribuya a soportar las cargas que experimenta el coche. Chrysler anunciaba que el uso de la carrocería monocasco hacía que sus vehículos fueran más fuertes, rígidos, silenciosos y fáciles de manejar.

### El motor V8 con árbol de levas en cabeza

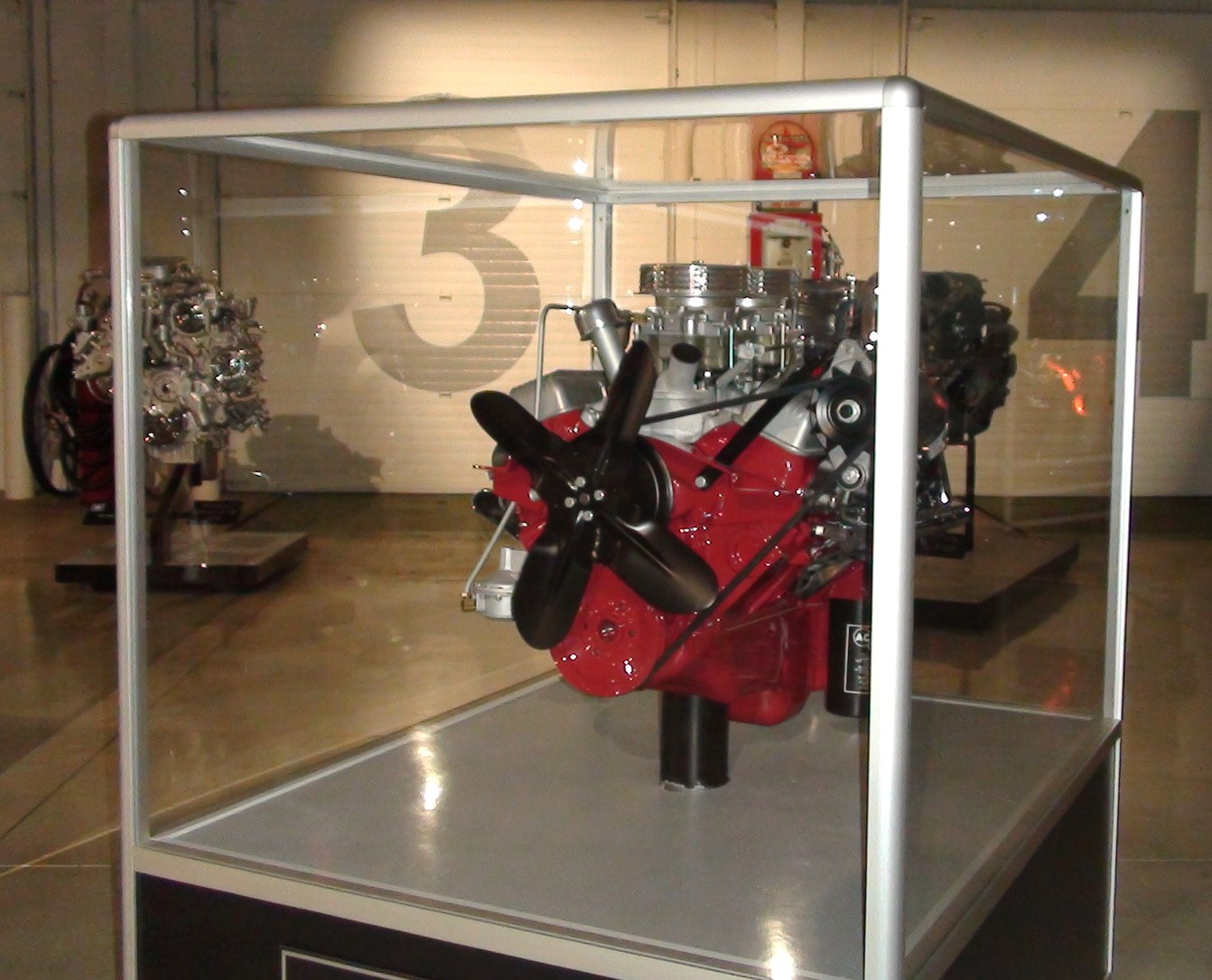
Primera generación del motor Chevrolet V8 de de cilindrada

Cadillac había estado produciendo en serie desde 1914 potentes motores V8, pero este tipo de propulsores se convirtió en un componente cada vez más utilizado en los nuevos automóviles durante la década de 1950. Un detalle particular es que las empresas automotrices americanas incluyeron este motor en coches con precios relativamente modestos.
En 1949, los fabricantes de automóviles de lujo Cadillac y Oldsmobile] introdujeron los motores OHV V8.
Studebaker comenzó el desarrollo de su motor OHV Commander V8 en 1947. A pesar de rumores que comentaban que la compañía había copiado su diseño del motor Cadillac OHV V8, los motores de Cadillac no estuvieron en el mercado hasta 1949 y por lo tanto, era imposible que Studebaker copiara el modelo, ya que cuando Cadillac hizo público su modelo, Studebaker ya tenía muy avanzado su motor. Además, el diseño de Studebaker contiene características que no se encuentran en el diseño de Cadillac. Durante los primeros años de 1950, la marca comenzó las pruebas del motor y lo incorporó por primera vez en los Commander Cruiser producidos en 1950. El motor tenía 232,6 plg³ (3,8 L) con un diámetro de 3,375 pulgadas (8,6 cm) y una carrera de 3,25 pulgadas (8,3 cm). Este motor producía 120 hp a 4000 rpm y disponía de un par motor de 190 pies·libra fuerza (257,6 N·m) a 2000 rpm. Gracias a que el diámetro era más pequeño que la carrera, el motor era económico y de larga duración. Debido a que el motor fue diseñado para ser escalable, apareció en varias versiones en la década de 1950, con variantes de 224 plg³ (3,7 L), 259 plg³ (4,2 L) y 289 plg³ (4,7 L). Debe ser aclarado que el Studebaker 289 estaba en producción en 1956, siete años antes de que el Ford Windsor 289 estuviera disponible en 1963. El motor OHV V8 de Studebaker alcanzó su apogeo en la década de 1960, con la versión rompe récors Avanti R-series, con el modelo R-3 que tenía una cilindrada de 304,5 plg³ (5 L) y el modelo experimental R-5, que contaba con doble sobrealimentación y producía 638 hp.
Chrysler creó su motor V8 Firepower para sus modelos de 1951. Este propulsor usaba cámaras de combustión hemisféricas, cubicaba 331,1 plg³ (5,4 L) y producía 180 hp a 4000 rpm. Aunque el nombre "Firepower" ya no se usa, la denominación "Hemi" es todavía un sinónimo de Chrysler como una marca registrada para sus motores, aunque ya no usan cámaras de combustión hemisféricas. Los motores eran más grandes y pesados que los producidos por sus competidores (Ford y GM), debido a que se requerían culatas más grandes para alojar las cámaras de combustión hemisférica. En 1959, Chrysler producía motores de 375 hp de 413 plg³ (6,8 L) para su modelo Chrysler 300, triplicando la potencia de sus motores de la década anterior.
Ford usó su motor V8 de culata plana en la mayoría de los modelos de mayor precio de sus líneas de producción desde el inicio de la década, incluso cuando introdujo en 1952 el motor Ford Y-block y el motor Lincoln Y-block V8 (similar pero más grande) para sus líneas de automóviles de lujo. Estos propulsores serían reemplazados por el motor Ford Windsor en 1962, que todavía forma la base de la línea de motores actual. El motor Lincoln Y-block de 317 plg³ (5,2 L) tenía una potencia de 160 hp, solo un poco mayor que el diseño de cabeza plana "Invincible 8" de 336 plg³ (5,5 L) al que sustituyó. El Lincoln también se fabricó en versiones de 341 plg³ (5,6 L) y de 368 plg³ (6 L) de desplazamiento (CID). Al igual que el motor de GM, los motores usados por Ford tenían un diseño OHV, en lugar del usado por el resto de los motores de culata plana.
Chevrolet presentó su motor de bloque pequeño de 265 pulgadas cúbicas (4,3 L) con los modelos de 1955, siendo la base de todos los motores V8 usados por General Motors desde entonces. El motor de 265 pulgadas original equipado con un carburador de doble cuerpo producía 162 hp, mientras que la versión de cuatro cuerpos usada en el Corvette de 1955 producía 195 hp, una cantidad de potencia sorprendente para la época. En 1957 el motor había crecido hasta alcanzar 283 plg³ (4,6 L), incluyendo una versión de inyección que rendía 283 hp, el primer motor en obtener una razón de 1:1 en cuanto a los caballos de potencia y las pulgadas cúbicas del motor.
AMC también desarrolló su propio motor V8, el Gen-I de 1956. El diseño original contaba con una cilindrada de 250 plg³ (4,1 L); y poco tiempo después se introdujo una versión de 287 plg³ (4,7 L) con 255 hp.

### Cinturones de seguridad
La marca Nash ofrecía cinturones de seguridad opcionales en 1949 en algunos de sus modelos y para año el siguiente, todos sus modelos contaban con esta opción. Ford continuó con esta tendencia en 1955, aunque fue la empresa sueca Saab la que introdujo los cinturones de seguridad como equipamiento estándar de sus automóviles en el Sabb GT 750, mostrado en el Salón del Automóvil de Nueva York de 1958.
El primer cinturón de seguridad moderno de tres puntos, actualmente usado en la mayoría de los vehículos, fue patentado en 1955 (US patent 2,710,649) por los estadounidenses Roger W. Griswold y Hugh DeHaven. Sería desarrollado en su forma moderna por un inventor sueco, Nils Bohlin (US patent 3,043,625) para Volvo, que introdujo el cinturón de seguridad de tres puntos en 1959 como equipamiento estándar. Se demostró su efectividad en un estudio de 28.000 accidentes realizado en Suecia, en donde las personas sin cinturón mostraron heridas fatales en todas las velocidades probadas, mientras que en los casos en los que se usaba el cinturón, ninguno de los ocupantes fue herido fatalmente a velocidades inferiores a 60 millas por hora; además no se produjo ninguna herida fatal cuando el compartimiento de pasajeros se mantuvo intacto. Las empresas automotrices siguieron esta tendencia y la mayoría de ellas pasaron a instalar el cinturón de seguridad de tres puntos como equipo estándar en 1964, mientras que los cinturones de la parte trasera pasaron a ser un estándar en 1969.

### Neumáticos
Los neumáticos radiales fueron inventados por Michelin en 1948 y rápidamente se convirtieron en equipamiento estándar en los coches de Citroën, subsidiaria de Michelin.
Hacia 1980 se habían extendido a toda la producción de automóviles. De acuerdo con informes para los consumidores de 1968, la tecnología de estas llantas suponía mejoras en la duración, la conducción del vehículo y la economía del combustible.
El Pontiac GTO de 1968 ofreció neumáticos radiales como equipo original del fabricante opcional solo durante un año; pasando a ser equipamiento de serie en todos los modelos Lincoln Continental Mark IIIs desde 1970.

### Aire acondicionado
El Chrysler Imperial de 1953 fue el primer coche producido en serie que ofrecía aire acondicionado; culminando las experiencias realizadas por Packard en 1940 y Cadillac en 1941. Chrysler se adelantó a sus competidores (Cadillac, Buick y Oldsmobile) al instalar unidades de aires acondicionados funcionales en 1953; sus rivales añadieron el aire acondicionado como una opción a finales de año. El Pontiac Star Chief ofreció el primer diseño moderno situado debajo del capó en 1954. Hacia 1960, el aire acondicionado era una opción común para los compradores y ya era instalado en el 20% de los automóviles vendidos en los Estados Unidos.

### Mecanismo de dirección
BMW comenzó a usar sistemas de dirección de piñón y cremallera muy precisos en la década de 1930 y en los siguientes años, otras empresas europeas adaptaron esta tecnología. El primer modelo estadounidense en adoptar este sistema fue el Ford Pinto en 1974.

### Dirección asistida

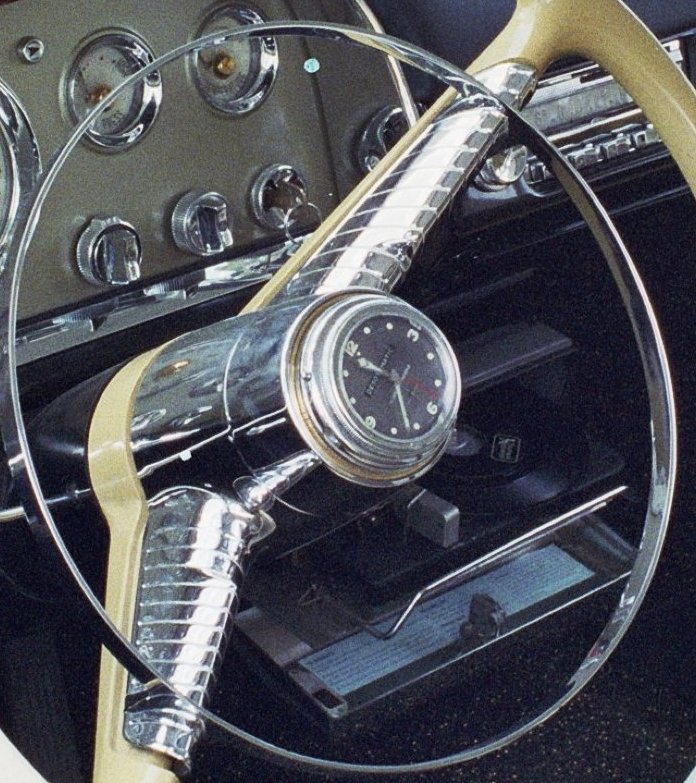
"Highway Hi-Fi" fonógrafo (parte baja del centro) en un DeSoto de 1956

La primera dirección asistida en cualquier tipo de vehículo data de 1876, aunque se dispone de pocos datos acerca del origen del sistema. En los siguientes años se realizaron diferentes intentos por introducir la dirección asistida en los vehículos motorizados, como en el Columbia 1904, un camión pesado de 5 toneladas, y en otros vehículos pesados. Sin embargo, no fue hasta 1928 cuando Francis W. Davis inventó un sistema de dirección asistido hidráulicamente. Este sistema se tanto en vehículos bélicos como en camiones pesados durante la Segunda Guerra Mundial, aunque debieron de pasar varias décadas para que el sistema fuera comercializado en los vehículos de pasajeros.
Chrysler introdujo el primer vehículo producido en serie con sistema de dirección asistida con el Chrysler Imperial de 1951, anunciado y vendido bajo el nombre de Hydraguide. La opción se encontraba disponible por menos de 200 dólares. General Motors siguió la tendencia en el año siguiente, y ofreció esta opción en sus modelos Cadillac de 1952. Dos años después, Cadillac se convirtió en el primer fabricante automotriz en ofrecer la dirección asistida como equipamiento estándar.

### Frenos
Hacia 1939, todos los productores de automóviles de gran tamaño usaban frenos hidráulicos no asistidos: Ford fue la última empresa en dejar de emplear sistemas accionados por cables. Los frenos asistidos fueron inventados en 1903, pero no estuvieron disponibles como opción del consumidor hasta la década de 1950. Inicialmente se ofrecieron en el Mercury  de 1957 y en el Edsel de 1958, y los demás fabricantes siguieron esta tendencia. Buick ofreció frenos asistidos como equipamiento estándar en varios de sus vehículos del año 1954.
Los vehículos estadounidenses usaron frenos de tambor hasta la aparición del Studebaker Avanti de 1962, el primer modelo de serie estadounidense en usar frenos de disco en las ruedas delanteras. Estos frenos, menos propensos a fallar, son el estándar en el diseño de hoy en día.

### Radios y tocadiscos
Hasta la mitad de la década, todas las radios de los automóviles usaban válvulas de vacío. Sin embargo, el 28 de abril de 1955, Chrysler y Philco anunciaron el desarrollo y producción de la primera radio de transistores para ser instalada en un vehículo. El nuevo radioreceptor, el modelo 914HR Mopar, fue desarrollado de manera conjunta entre Chrysler y Philco, siendo ofrecido como opción al precio de 150 dólares en el Imperial de 1956 y en otros coches de Chrysler. Philco produjo la radio de forma exclusiva para Chrysler en su planta de Sandusky, Ohio. Unos años antes de 1952, Blaupunkt había sido la primera compañía en ofrecer radio FM para instalarse en los automóviles, aunque la radio AM aún dominaría el mercado por varios años. En 1955, Chrysler comenzó a ofrecer en sus coches de lujo un pequeño tocadiscos denominado "Highway Hi-Fi", que reproducía discos de siete pulgadas. Este accesorio no se hizo popular, dejando de fabricarse rápidamente.

## Prototipos

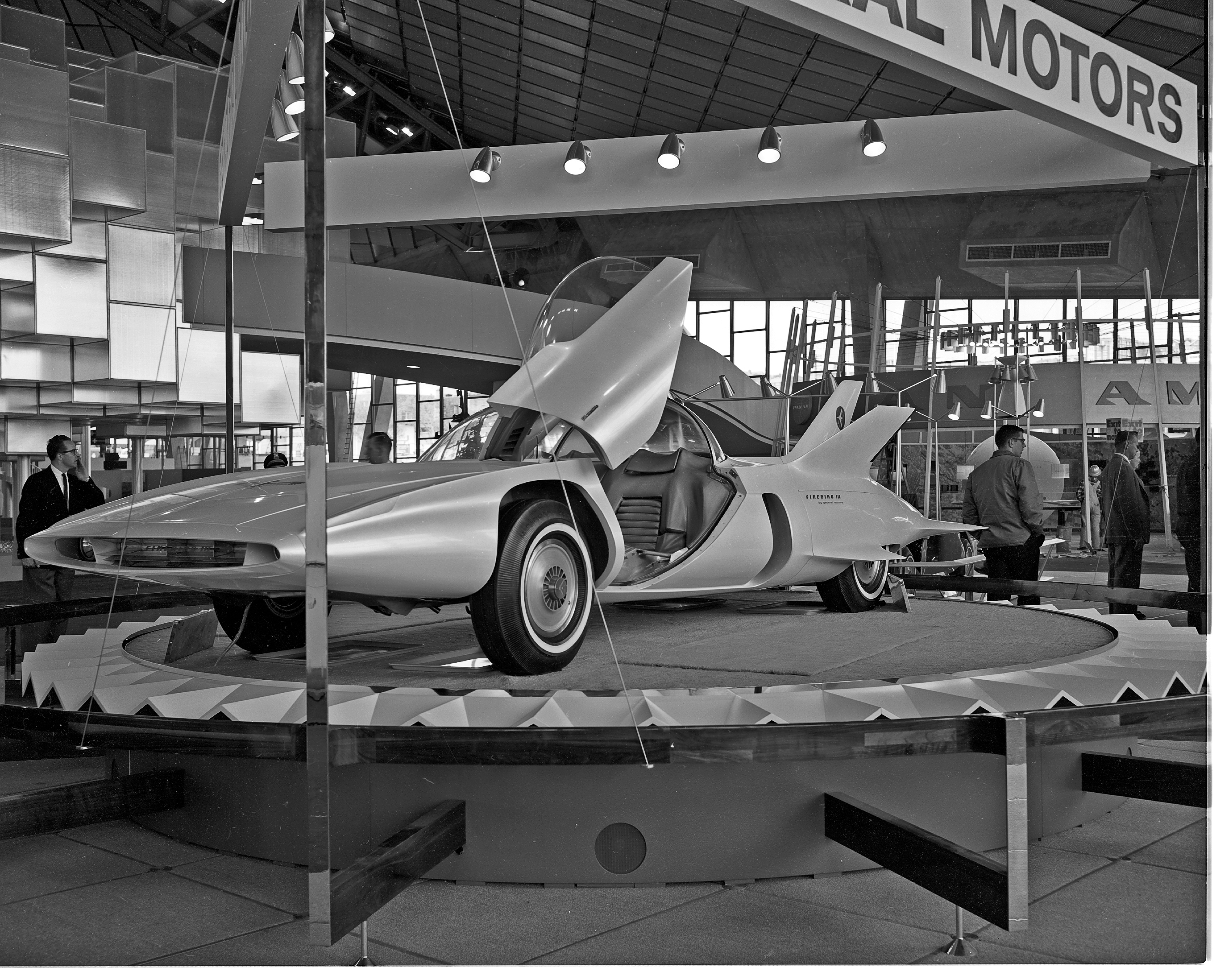
Firebird III en la exposición de 21 Century en Seattle, 1962

El diseño de automóviles en la década de 1950 reflejaba la época de la bomba atómica, de los aviones a reacción y de los cohetes espaciales. Varias tecnologías pioneras en estos prototipos nunca alcanzaron una línea de producción, debido a su poca practicidad o a diversos costos adicionales. La mayoría de los prototipos  podían calificarse tanto de visionarios como de estrafalarios, y casi siempre eran poco cómodos y escasamente funcionales. En muchas ocasiones, eran creados para estimular la imaginación del público o simplemente para promocionar la imagen de las empresas o sus productos.
El Ford Nucleon fue un prototipo presentado por Ford en 1958. El diseño no tenía capacidad para alojar un motor de combustión interna, siendo ideado para contener un inexistente pequeño motor basado en una planta nuclear en miniatura diseñada en la parte trasera del vehículo; una idea inspirada en la planta motriz de los submarinos nucleares.
El Mercury XM-800, otro de los prototipos creados por Ford, se mostró al público en el Salón del Automóvil de Detroit de 1954, y contaba con faros inclinables hacia adelante, aletas traseras y diferentes innovaciones en el motor, los frenos, la dirección y en los asientos. Como la mayoría de esta clase de coches, no era muy práctico, a excepción de los accionamientos eléctricos del techo y del maletero, aunque algunas de sus innovaciones aparecieron en el Lincoln Premiere.
Harley Earl contribuyó a desarrollar los Firebird de GM, una serie de tres prototipos mostrados en el Motorama durante la década de 1950. Los Firebird I, II y III formaron parte de un proyecto rechazado finalmente, dedicado a estudiar la posibilidad de utilizar motores impulsados por turbinas de gas, y tenían un diseño parecido al de las aeronaves.

## Fracasos notables

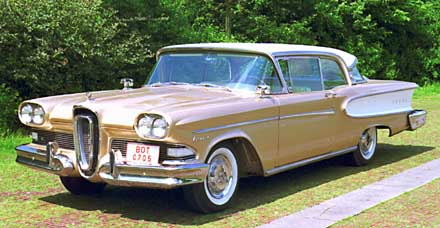
Ford Edsel de 1958, uno de los fracasos del mercado más grandes en la historia automotriz estadounidense

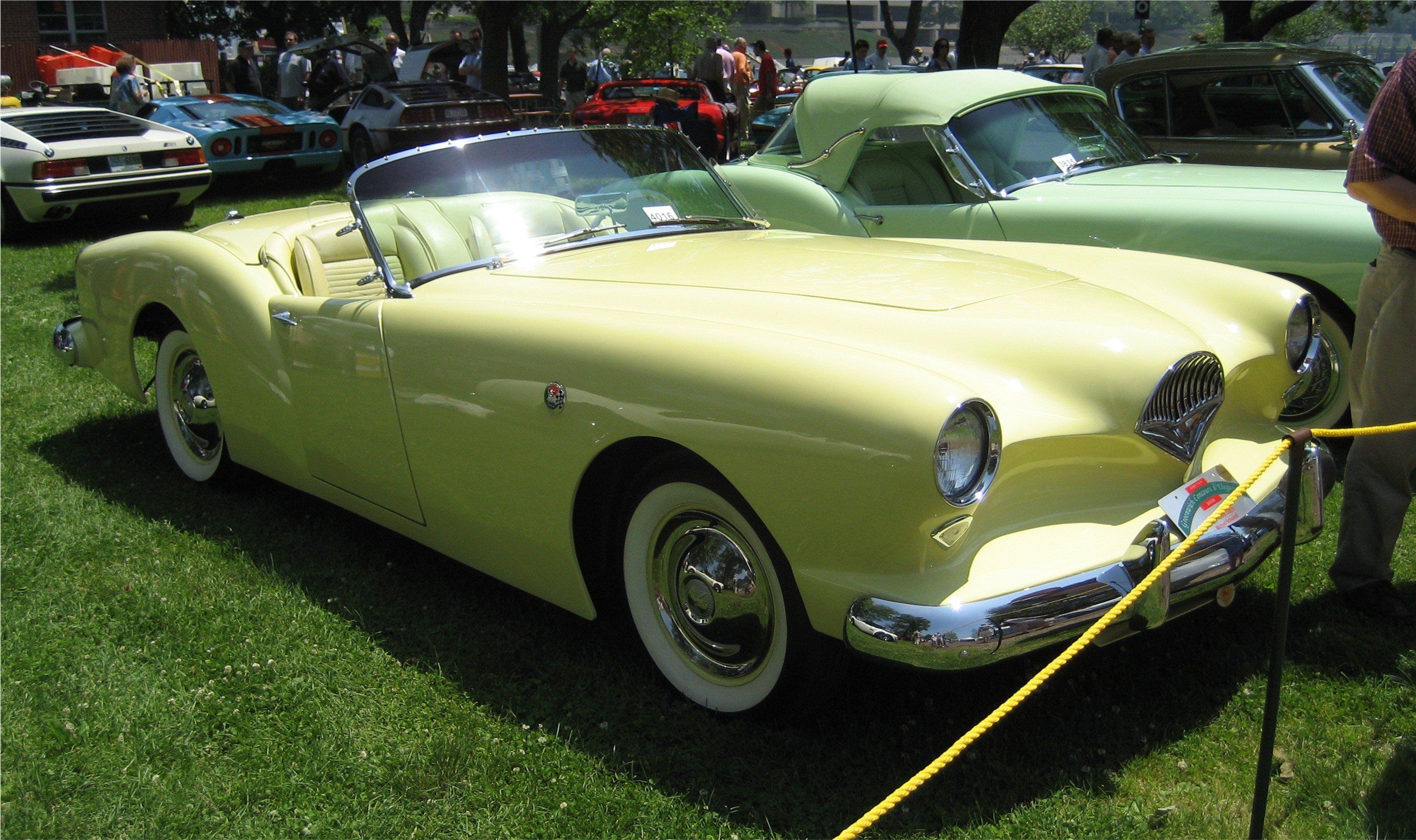
Kaiser Darrin convertible de 1954

Nombrado así en honor del hijo y sucesor prematuramente fallecido de Henry Ford, Edsel Ford, el Edsel de 1958 hizo su debut en una división propia de la marca el 4 de septiembre de 1957. La forma de la parrilla delantera fue muy criticada, ya que se decía que parecía un "Oldsmobile chupando un limón". Este modelo acabó siendo un error de "marketing" que le costó 250 millones de dólares a la compañía (2024 millones en dólares del 2013), convirtiendo además  a la palabra Edsel en una metáfora del fracaso. El automóvil se vendió muy poco, y la producción del vehículo prevista para el año 1960 se canceló en noviembre de 1959.
En 1956, Ford trató de revivir la marca Continental como una línea independiente de automóviles de ultra lujo. Sin embargo, abandonó su intento después del modelo de 1957, cuando tan solo habían sido construidos 3000 automóviles de la serie Mark II. El fracaso se debió a que su precio era de 9695 dólares, una cantidad extraordinaria de dinero para ese tiempo. El Continental más adelante se convertiría en un modelo de éxito bajo la marca Lincoln de Ford.
Las líneas de producción de Kaiser Motors, Allstate, Frazer y el compacto económico Henry J se detuvieron antes del final del año de 1955, debido al problema de no disponer de un motor V8, en un momento en el que el mercado estaba muy interesado en la representatividad (y en la potencia) de los motores V8. En particular, el Henry J (nombrado así por Henry J Kaiser) había vendido 82.000 unidades con un motor de cuatro cilindros en línea de 68 hp (y opcionalmente, un L6 de 80 hp), pero con un precio inicial de 1363 dólares, el consumidor podía comprar un automóvil de tamaño completo como el Chevrolet con motor de 6 cilindros en línea por tan solo 200 dólares más que el Henry J de cuatro cilindros, haciendo de este modelo poco atractivo económicamente. Además, las tres líneas de modelos tenían menos potencia comparadas con las ofertas de los tres grandes de Detroit. El Allstate, resultado de renombrar el Henry J y vendido exclusivamente por Sears, Roebuck and Company en 1952 y 1953, es un ejemplo de ingeniería de marca.
La empresa DeSoto se vio abocada lentamente a su desaparición en la década de 1950 debido al descenso de su popularidad y a la recesión de 1958. Chrysler desplazó a DeSoto a la línea de precio intermedio cuando creó la línea de alto precio Imperial, provocando la competencia entre ambas. Para la temporada de 1961, la gama de DeSoto había quedado reducida a un solo modelo, y el 18 de noviembre de 1960, Chrysler eliminó la marca, justo dos semanas después de haber introducido los modelos de 1961. El anuncio repentino de Chrysler de descontinuar la marca resultó negativo entre el público general, ya que los anuncios y los comunicados de prensa habían dado la impresión de que la marca continuaría. La compañía ofreció un descuento de 300 dólares en los vehículos de Chrysler de 1962 a los recientes compradores de un DeSoto. Sumando el precio de las ofertas para el cambio de marca en las agencias y otros gastos, el costo estimado de la eliminación de la marca fue superior a 2,2 millones de dólares.
Hudson produjo automóviles durante 49 años, hasta 1957. Los coches de Hudson eran muy populares en NASCAR durante la primera mitad de la década de 1950, en particular el modelo Hornet, ahora muy conocido por su aparición destacada en el filme animado Cars de Pixar. En su momento, se hizo popular gracias a su diseño, su bajo centro de gravedad y su gran facilidad de manejo. Sin embargo, no pudo ponerse al día con respecto a los nuevos modelos lanzados en la segunda mitad de la década. El Hudson de 1955 fue un automóvil Nash poco más que equipado con un parachoques trasero diferente. El modelo sería ofrecido con un motor V8 en 1955, pero ya era un esfuerzo insuficiente para salvar la marca, que se dejó de fabricar dos años después.
Packard comenzó la década de 1950 teniendo que enfrentarse a una situación difícil: sus ventas bajaron de 116.248 vehículos en 1949 a 42.627 vehículos en 1950. Mientras que sus coches de alta gama ofrecían características avanzadas (como su transmisión automática o su equipamiento estándar), los diseños de sus carrocerías se consideraban anticuados. Cuatro años después de la fusión en 1954 con Studebaker, la producción bajo la marca Packard cesó, ya que la compañía no podía seguir el ritmo de los avances y de las ventas de los "tres grandes".
Crosley produjo automóviles de 1939 a 1952, incluyendo coches compactos en una era en la que reinaban los modelos grandes y potentes. Además, tenían la particularidad de que eran vendidos a través de la red de tiendas de electrodomésticos de Crosley. El mayor éxito de la marca se produjo en 1948, cuando se fabricaron casi 29.000 vehículos. Sin embargo, al año siguiente se experimentó una disminución considerable en las ventas, provocando unas pérdidas insostenibles de más de un millón de dólares. Los automóviles vendidos a un precio máximo de 350 dólares podían alcanzar una velocidad de 50 millas por hora (80 km/h) con un rendimiento de 50 milas por galón. En 1952, la compañía fue vendida a General Tire and Rubber Company, que liquidó los activos de la empresa y terminó la producción de todos los vehículos de Crosley.
Muntz Car Company produjo coches de 1950 a 1954 en Chicago. La empresa fue asesorada por Frank Kurtis, quien antes había intentado producir deportivos bajo la marca Kurtis Kraft, aunque el Kurtis Kraft Sport solo vendió 36 unidades en 1950. La compañía pudo producir unos 400 coches entre 1951 y 1954, pero se estima que Muntz perdía 1000 dólares en cada unidad vendida, lo que terminó con el colapso de la empresa solo cuatro años después de su fundación.

## Circunstancias influyentes
Un considerable número de sucesos relevantes contribuyeron a modificar el entorno de la industria automotriz estadounidense durante la década, incluyendo dos guerras, cambios culturales y dificultades económicas, creando oportunidades y retos al conjunto de fabricantes de automóviles. 

#### La guerra
La Segunda Guerra Mundial se terminó en septiembre de 1945, lo que hizo que la economía se tuviera que adaptar al nuevo tiempo de paz, con un enorme exceso de capacidad industrial y una alta demanda de bienes de consumo generada por los soldados que regresaron desde los distintos escenarios bélicos en el extranjero.
El comienzo de la guerra fría sirvió para incrementar la paranoia y la preocupación sobre una guerra nuclear con la Unión Soviética. Muchos estadounidenses respondieron a este miedo con un alto nivel de consumismo, lo que benefició a las empresas automotrices. El presidente Dwight D. Eisenhower lanzó el Sistema Interestatal de Autopistas al firmar el Acta de 1956 de ayuda federal para carreteras, que convirtió este programa en ley. Eisenhower conoció la red alemana de Autobahn mientras servía como comandante supremo de las fuerzas aliadas en Europa durante la Segunda Guerra Mundial, y estaba convencido de su importancia como parte de un sistema de defensa nacional.
La guerra de Corea comenzó oficialmente el 25 de junio de 1950. El alto el fuego se firmó tres años después, en junio de 1953, aunque no existió un final oficial del conflicto. Para los productores de automóviles de la primera mitad de la década de 1950, significó el control del gobierno de los Estados Unidos sobre una materia prima vital para su actividad como el acero. Aunque el control no era tan estricto como el racionamiento impuesto durante la Segunda Guerra Mundial, el impacto fue obvio, ya que el acero disponible se racionó entre los diferentes productores de automóviles bajo el control del gobierno, en lugar de repartirse de acuerdo con las fuerzas del mercado. La Autoridad Nacional de Producción (NPA) decidió la cantidad de recursos que cada empresa tendría asignados. En 1953, esta organización limitó la producción de coches a 4.342.000 unidades, de las que General Motors recibió autorización para fabricar el 42% del total. La compañía superó su límite en los primeros tres trimestres del año, lo que provocó que en el último trimestre las líneas de producción se cerraran. Estas limitaciones continuaron hasta que la NPA se disolvió en octubre de 1953.

#### Cambios culturales

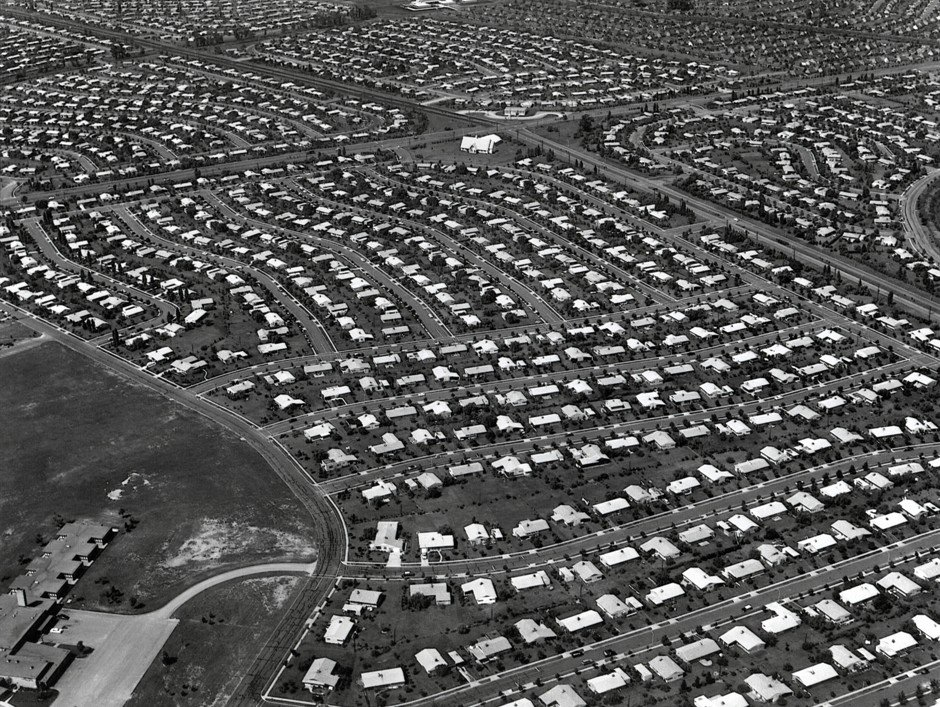
Levittown c. 1959

La década vio un gran cambio en la cultura norteamericana, debido a la tendencia a vivir en los suburbios, al sistema interestatal de carreteras y al incremento de la natalidad resultante del tiempo después de la guerra, con un promedio de 4 millones de nacimientos por año en la década. De 1946 a 1964 se registró un total de 77 millones de nacimientos, incrementando de manera espectacular la demanda de coches para las nuevas familias. A su vez, el nuevo sistema de autopistas interestatales facilitó el traslado de esras familias a los suburbios. La propiedad de un automóvil que se había visto como un lujo en épocas anteriores, se había convertido en una necesidad, así como en un símbolo de independencia e individualidad. Una gran cantidad de familias numerosas impulsaron la demanda de automóviles grandes, y por primera vez en la historia, algunas de ellas tenían más de un automóvil. Los nuevos suburbios se fueron desarrollando rápidamente, impulsados por la promesa de nuevas autopistas y por el creciente número de familias instaladas en el entorno de las grandes ciudades.

#### La huelga del acero de 1952
Aunque solo duró 53 días, la huelga del acero de 1952 causó que la NPA limitara la cantidad de acero disponible para los productores de automóviles, y tuvo un gran efecto antes y después de que se produjera. Durante el tiempo previo a la huelga, el desempleo en Detroit creció hasta el 8,3 por ciento en diciembre de 1951, habiéndose perdido unos 600.000 puestos de trabajo en la industria automotriz. Un mes después, se hizo necesario establecer cocinas comunitarias en Detroit. El empleo se redujo en otros 100.000 puestos de trabajo durante la huelga, que terminó el 2 de junio de 1952. Dado que la huelga estaba encaminada a obtener mayores sueldos para los trabajadores del acero, muchas de las empresas automotrices culparon a los sindicatos de los despidos. A su vez, las empresas productoras de automóviles fueron acusadas de acelerar el trabajo durante el proceso de despidos masivos, lo que se tradujo en un número considerable de huelgas violentas.

#### Recesión de 1958
La recesión de 1958 fue en parte provocada por el acentuado declive de la industria automotriz durante 1957 y el inicio de 1958. El sector había registrado un récord de ventas en 1955, vendiendo más de 8 millones de automóviles. Sin embargo, estas ventas tan extraordinarias redujeron la demanda de coches para los años siguientes. Las ventas disminuyeron a 6,1 millones unidades en 1957, y eran de tan solo 4,3 millones en 1958, convirtiendo a 1958 en el peor año para las ventas de coches desde la Segunda Guerra Mundial. La producción se había reducido el 47 por ciento hacia el final de la recesión, y el estado de Míchigan experimentó un 11 por ciento de desempleo, el más alto de todos los estados por aquel entonces.

#### Actividades de los sindicatos de trabajadores
La década de 1950 marcó el auge del número de trabajadores afiliados a los sindicatos respecto a la fuerza laboral total de los Estados Unidos, con el 35% de los empleados no agrícolas afiliados a algún sindicato. La Unión de Trabajadores Automovilísticos (UAW) fue fundada en 1935, y contribuyó a cambiar la industria después de la Segunda Guerra Mundial. En 1954, casi todos los trabajadores de la UAW tenían cobertura de salud y otros beneficios que no existían anteriormente. Se establecieron planes de pensiones, así como un fondo de seguro de desempleo suplementario, que brindaba protección a los empleados durante los periodos de despidos.
Durante la década se produjo una serie de importantes huelgas, incluyendo la de Chrysler en 1950, que duró 104 días entre enero y mayo y se centró en la demanda de la UAW para que Chrysler pagara pensiones a los trabajadores retirados, así como otros beneficios. Durante esta huelga, la unión dio soporte a sus trabajadores, poniendo en riesgo sus reservas económicas. Al final, Chrysler cedió en el problema más importante, después de que la huelga causara consecuencias desastrosas para la empresa, que terminó el año con una ganancia del 8% de ventas sobre el año anterior, mientras que GM y Ford obtuvieron incrementos del 38 y del 47 por ciento. El coste para la empresa se estimó en unas pérdidas en ventas de unos mil millones de dólares.

#### Discriminación racial
Durante la década de 1950, la discriminación racial era común en los Estados Unidos, y la industria automotriz no era ajena a esta situación. Los empleos con sueldos más bajos eran ofrecidos a los afroamericanos, que a su vez eran excluidos de ciertos trabajos, ya que algunos empleos se anunciaban públicamente como solo para candidatos "blancos". La discriminación en el trabajo no era universal, pero estaba muy extendida, y no fue hasta 1955 cuando solicitar condiciones raciales en un anuncio para un empleo se convirtió en algo ilegal según la ley de Míchigan. Aun así, las prácticas de contratación variaban según los administradores de cada fábrica, provocando que algunas plantas estuvieran racialmente muy integradas, mientras que otras no tenían, virtualmente, trabajadores de color. Los afroamericanos conformaban el 15% de los trabajadores de la industria automotriz en 1945, un porcentaje incrementando tan solo al 16% en 1960, a pesar de que las personas de color sumaban una población mayor que las personas blancas en Detroit. Aunque los sindicatos lucharon para terminar con la discriminación racial, los fabricantes de coches eran libres de discriminar en sus procesos de contratación, hasta que se firmó el acta de derechos civiles de 1964.

## Modelos perdurables
Un puñado de automóviles introducidos en la década de 1950 han tenido un impacto que se extiende mucho más allá. A través de ser continuamente reinventados y reconocidos, han creado una gran cantidad de admiradores de distintas generaciones.
El Studebaker Starliner con techo duro fue introducido en 1953 y es considerado por muchos como uno de los coches más hermosos de la industria automotriz estadounidense de la década de 1950. Concebido por un equipo dirigido por el diseñador industrial Raymond Loewy, también es conocido como el cupé de Loewy.
El Corvette de Chevrolet fue introducido por primera vez en 1953, y se ha seguido produciendo hasta la actualidad. A lo largo de su historia, este deportivo ha visto el lanzamiento de 7 generaciones sucesivas con cambios mayores, que a su vez se actualizan con modificaciones menores cada año. Sin embargo, sigue conservando su carrocería de fibra de vidrio, una tradición que se mantiene desde el primer modelo que salió de la línea de ensamblaje. Originalmente, Chevrolet pensó en utilizar fibra de vidrio únicamente en su prototipo presentado en el Motorama, empleando acero en la línea de producción. El Corvette ha tenido un motor V8 como equipamiento estándar desde el año 1955, aunque se usó el motor Blue Flame de 6 cilindros en los primeros dos años de producción. En el año 2012, la asociación de cosumidores Consumer Reports, nombró a este modelo como el mejor coche disponible en Estados Unidos.
El Thunderbird de Ford fue introducido en 1955 y continuó en producción hasta 1997. La fabricación se reanudó en el 2002 y continuó hasta el modelo del año 2005. Se lanzaron once o 12 generaciones diferentes durante este periodo de tiempo. A diferencia del Corvette, este coche no fue anunciado como un deportivo, sino como un vehículo personal de lujo. El modelo cambió radicalmente de tamaño durante estos períodos de producción, a veces con asientos traseros y en otras ocasiones sin ellos.
Chrysler produjo los primeros vehículos de su serie 300 en 1955, por lo que agregaron una letra al nombre para distinguir el modelo de cada año. Esta nomenclatura de letras se mantuvo hasta 1965, pero al mismo tiempo se comenzó a producir la serie de coches sin letra para el modelo de 1962, provocando que en tres años se produjeran tres coches diferentes con el mismo nombre. Los vehículos sin letra se produjeron hasta el año 1971. No fue hasta 1979 cuando Chrysler comenzó a usar la denominación "300" de nuevo, rebautizando el modelo Cordoba en la segunda mitad del año. Pasaron 20 años antes de que Chrysler usara el nombre de nuevo, con el 300M fabricado entre 1998 y 2004. Finalmente, el Chrysler 300 fue reintroducido en el año 2005, y se sigue produciendo actualmente.